# Schneller Wüstenrenner

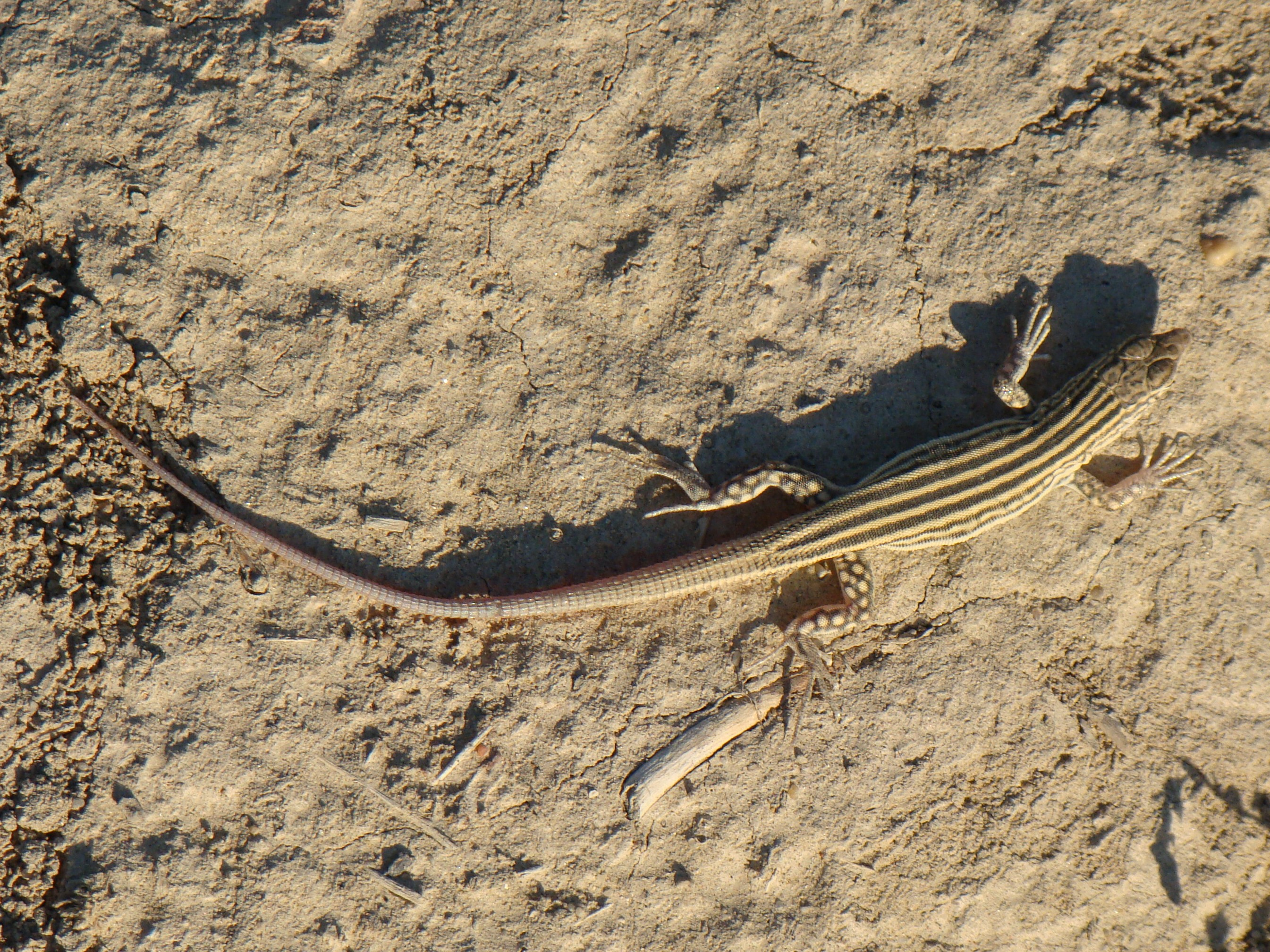

Der Schnelle Wüstenrenner (Eremias velox) ist eine Eidechsenart aus der Gattung der Wüstenrenner und lebt in Zentralasien.

## Merkmale
Die Gesamtlänge beträgt bis knapp 26 cm, die Kopf-Rumpf-Länge 3,3–7,1 cm. Der Schwanz kann unverletzt das Doppelte der Kopf-Rumpf-Länge erreichen. Der Unteraugenschild stößt direkt an die Mundspalte, wodurch sich die Art vom Steppenrenner unterscheidet. Die Färbung und Zeichnung der Körperoberseite erwachsener Tiere sind sehr variabel. Die Grundfarbe ist grau, sandfarben oder bräunlich. Darauf finden sich auf dem Rücken blasse oder kräftigere, dunkle Längsstreifen, von denen sich helle Streifen absetzen. An der Grenze von Rücken und Flanken findet sich jeweils eine Reihe weißlicher Flecken. Darunter, auf den Flanken, folgt eine Reihe bläulicher oder grünlicher, schwarz gerandeter Augenflecken. Die Unterseite ist weiß, wobei die Unterseite der Beine wie auch die Kehlregion im Frühjahr gelblich sein können.
Die Männchen weisen eine stärker geschwollene Schwanzbasis auf als die Weibchen. Auch sind die Augenflecken bei ersteren kräftiger und meist blau, bei den Weibchen dagegen grünlich-grau und weniger intensiv gefärbt. Die Jungtiere sind kontrastreicher als die Alttiere, hell gestreift auf dunklem Untergrund. Kehle und Bauch sind weiß, die Unterseite der Hinterbeine und des Schwanzes dagegen blutrot bis orange.

## Verbreitung
In Europa findet sich die Art im Süden von Russland, zwischen den Flüssen Wolga und Ural, im unteren Wolgagebiet, in Kalmückien und Dagestan. Außerdem kommt sie bis zum Kaukasus und in den Norden von Aserbaidschan vor. Außerhalb Europas verläuft das Verbreitungsgebiet nördlich des Kaspischen Meeres entlang nach Kasachstan und beinhaltet die südliche Hälfte des Landes. Nach Osten hin erstreckt sich das Areal bis in den Westen der Mongolei, den Nordwesten Chinas bis östlich in die Provinz Gansu und Kirgisistan. Nach Süden hin umfasst das Verbreitungsgebiet Usbekistan, Turkmenistan, den Nordosten des Iran und Teile von Afghanistan und Tadschikistan.

## Lebensraum

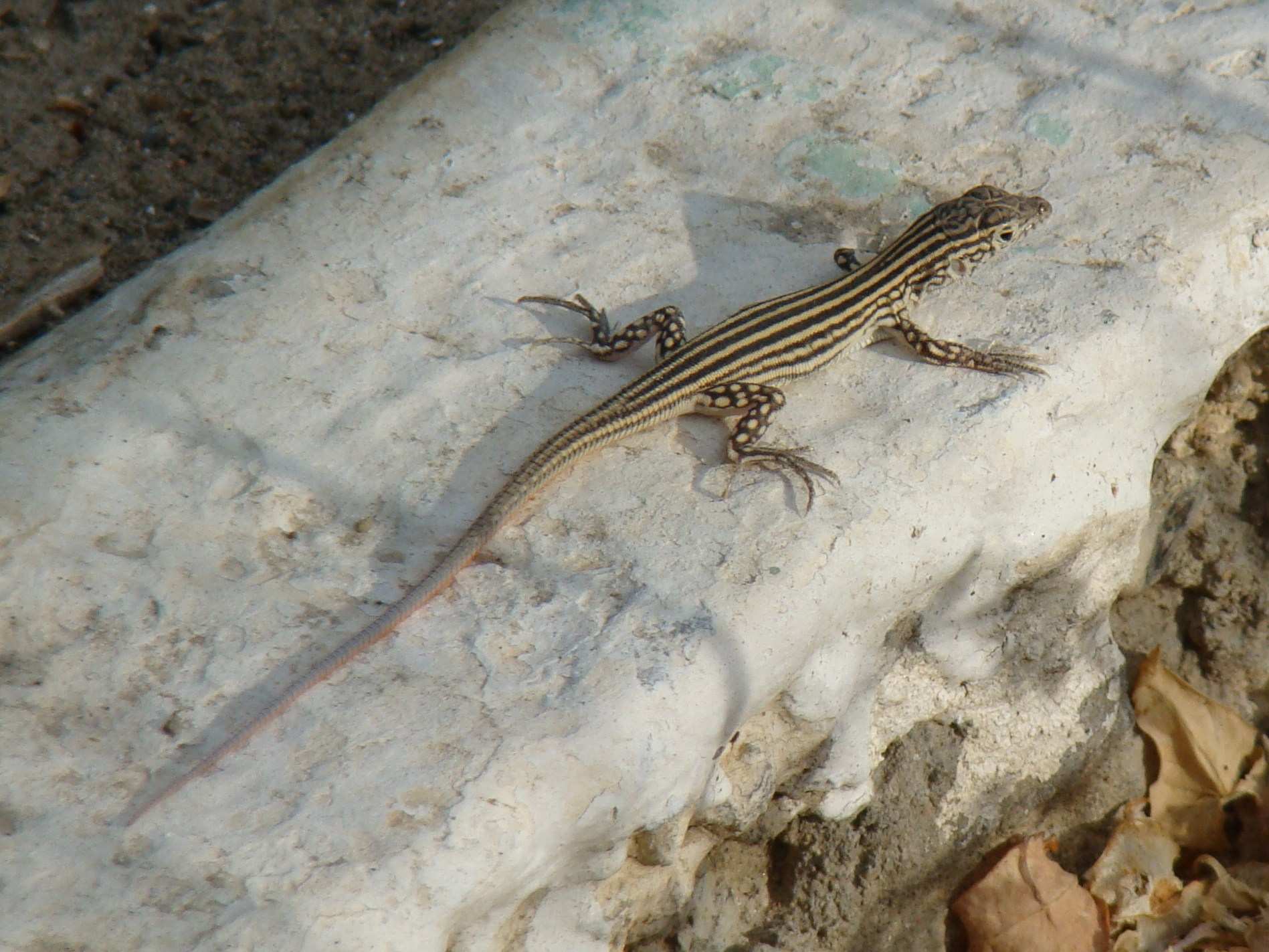
Ein Jungtier

Von Seespiegelhöhe des Kaspischen Meeres (−28 m) bis 1700 m über NN am Yssykköl in Kirgisistan, meist aber nur bis in 500 m Höhe. In den nördlichen Bereichen des Areals lebt die Art vorzugsweise auf festen oder halblockeren Sandböden. So lebt im Hangbereich der isolierten Sicheldüne Sarykum der Bärtige Krötenkopf (Phrynocephalus mystaceus), diese Art wird aber am Fuße der Düne, wo der Sand stärker verfestigt ist, vom Schnellen Wüstenrenner abgelöst. Im Süden des Areals werden dagegen harte Böden, z. B. Kiesflächen mit Tamarisken-Bewuchs oder steinige Steppen mit Grasbewuchs bevorzugt. Als Verstecke dienen den Tieren Steine, selbstgegrabene Wohnhöhlen oder Nagetierbaue.

## Lebensweise
Die Tiere halten eine Winterruhe von November bis März. Einige Zeit nach deren Beendigung beginnt die Paarungszeit, in welcher sich die Männchen heftige Kämpfe liefern. Selbst die Weibchen werden attackiert. Fliehende Jungtiere dagegen heben den Schwanz an, sodass die rote Unterseite sichtbar wird, worauf sie von den Männchen nicht weiter behelligt werden. Die Gelege werden zwischen April und August abgesetzt. Im europäischen Areal werden meist 2, seltener 3 Gelege pro Jahr abgesetzt, die im Durchschnitt aus 2–3, maximal 4–6 Eiern bestehen. Diese sind 11–16 mm lang und 5–10 mm breit.
Die Nahrung besteht hauptsächlich aus Käfern und Ameisen. Daneben werden Heuschrecken, Schmetterlingsraupen und Fliegen erbeutet. Der Schnelle Wüstenrenner hat zahlreiche Fressfeinde. Unter den Säugetieren sind Füchse und Igel zu nennen, an Vögeln Blauracke, Weihen, Turmfalke, Rötelfalke, Adlerbussard und Steinkauz. Unter den Reptilien zählen der Wüstenwaran, der Scheltopusik, die Kaukasus-Agame, verschiedene Arten der Sandboas, Pfeilnatter, Ravergiers Zornnatter, Steppennatter, Östliche Eidechsennatter, Katzennatter, Sandrennnatter, Diademnatter, Sandrasselotter, Halysotter und Brillenschlange zu den Fressfeinden.

## Gefährdung
Die IUCN listet die Art als nicht gefährdet (least concern) mit einer stabilen Population.

## Unterarten
- Eremias velox borkini Eremchenko & Panfilov, 1999
- Eremias velox caucasia Lantz, 1928
- Eremias velox velox (Pallas, 1771)

Die ehemals anerkannte Unterart Eremias velox roborowskii besitzt mittlerweile Artstatus.